# Ruda (obwód chmielnicki)
Ruda (ukr. Руда) – wieś na Ukrainie, w obwodzie chmielnickim, w rejonie kamienieckim.
Należała do klucza żwanieckiego Lanckorońskich, następnie Jordanów, Starzyńskich, Petrykowskich, Gajewskich, pod koniec XIX wieku Żebrowskich.

## Dwór
Parterowy dwór kryty dachem dwuspadowym, wybudowany przez Gajewskiego; z biblioteką, cennymi meblami, dwiema makatami tureckimi. Dwór zniszczony w 1917 r.